# Nied (Francfort-sur-le-Main)
Pour les articles homonymes, voir Nied.

Le quartier (en rouge) au sein de l'arrondissement (en gris foncé) et de la ville (en gris clair)

Francfort-Nied (en allemand : Frankfurt-Nied) est un quartier de Francfort-sur-le-Main.